# Palpusia squamipes
Palpusia squamipes là một loài bướm đêm trong họ Crambidae.